# Брукк (Верхняя Бавария)
Брукк (нем. Bruck) — община в Германии, в земле Бавария.
Подчиняется административному округу Верхняя Бавария. Входит в состав района Эберсберг. Подчиняется управлению Глонн. Население составляет 1167 человек (на 31 декабря 2010 года). Занимает площадь 21,60 км².